# Temple mormon de Halifax
Le temple mormon de Halifax est un temple de l’Église de Jésus-Christ des saints des derniers jours situé à Halifax, la capitale de la province de Nouvelle-Écosse, au Canada. Il a été inauguré le 14 novembre 1999, le même jour que le temple de Regina.